# (588) Aquiles
(588) Aquiles es un asteroide perteneciente a los asteroides troyanos de Júpiter descubierto el 22 de febrero de 1906 por Maximilian Franz Wolf desde el observatorio de Heidelberg-Königstuhl, Alemania.
Está nombrado por Aquiles, un personaje de la mitología griega.